# Bonarcado
Bonarcado é uma comuna italiana da região da Sardenha, província de Oristano, com cerca de 1.702 habitantes. Estende-se por uma área de 28 km², tendo uma densidade populacional de 61 hab/km². Faz fronteira com Bauladu, Milis, Paulilatino, Santu Lussurgiu, Seneghe.